# Privacy (canção de Chris Brown)
"Privacy" é uma canção do cantor americano Chris Brown do seu oitavo álbum de estúdio intitulado de Heartbreak on a Full Moon. Foi lançada a 24 de março de 2017 pela RCA Records como o terceiro single do álbum.
A canção é uma slow jam de R&B totalmente escrita por Brown e produzida por David Doman e Jim Stewart, onde Brown canta e faz um verso de Rap. A letra da canção foi descrita como "um retrato explícito de uma noite de sexo selvagem".
"Privacy" alcançou sucesso comercial em países de língua inglesa, sendo certificado como dupla platina pela Recording Industry Association of America (RIAA), platina pela Australian Recording Industry Association (ARIA) e ouro pela British Phonographic Industry (BPI).

## Antecedentes
A 4 de janeiro de 2017, a Brown apresentou dois trechos no perfil do Instagram das canções "Privacy" e "Tell Me Baby", que eram canções inéditas previstas para o oitavo álbum de estúdio, Heartbreak on a Full Moon.  Em 10 de janeiro 2017, Brown postou um vídeo dele próprio a dançar "Privacy". Depois ele anunciou "Privacy" que seria um single do próximo álbum Heartbreak on a Full Moon. O single foi lançado a 24 de março de 2017.

## Paradas
| Chart (2017)                                       | Posição |
| -------------------------------------------------- | ------- |
| Australia (ARIA)                                   | 61      |
| Australia Urban (ARIA)                             | 7       |
| França (SNEP)                                      | 73      |
| Nova Zelândia Heatseekers (RMNZ)                   | 4       |
| Escócia (Scottish Singles Chart)                   | 44      |
| Suíça (Schweizer Hitparade)                        | 95      |
| Reino Unido (UK Singles Chart)                     | 86      |
| Reino Unido (OCC UK R&B)                           | 26      |
| Estados Unidos (Billboard Hot 100)                 | 62      |
| Estados Unidos (Billboard R&B/Hip-Hop Songs)       | 26      |
| Estados Unidos (Billboard Hot R&B/Hip-Hop Airplay) | 8       |
| Estados Unidos (Billboard Rhythmic)                | 16      |

| Chart (2017)                         | Posição |
| ------------------------------------ | ------- |
| US Hot R&B/Hip-Hop Songs (Billboard) | 66      |
| US R&B/Hip-Hop Airplay (Billboard)   | 34      |